# Leszek Oracki
Leszek Oracki (ur. 15 września 1932 w Błoniu) – polski skrawacz, poseł na Sejm PRL V kadencji.

## Życiorys
Uzyskał wykształcenie średnie, z zawodu technik obróbki skrawaniem. Pracował jako mistrz obróbki wiórowej w Zakładach Mechanicznych Ursus. W 1969 uzyskał mandat posła na Sejm PRL w okręgu Pruszków z ramienia Polskiej Zjednoczonej Partii Robotniczej, zasiadał w Komisji Zdrowia i Kultury Fizycznej.